# Andrena virago
Andrena virago är en biart som beskrevs av Morawitz 1895. Andrena virago ingår i släktet sandbin, och familjen grävbin. Inga underarter finns listade i Catalogue of Life.